# 齐旺班珠尔
齐旺班珠尔（？—1772年），蒙古族，伊克昭盟鄂尔多斯右翼后旗人，鄂尔多斯右翼后旗札萨克多罗贝勒，後任伊克昭盟盟长兼鄂尔多斯济农。

## 生平
1717年，齐旺班珠尔继袭鄂尔多斯右翼后旗札萨克固山贝子。1733年，由于违抗朝廷命令，未出兵征讨准噶尔，齐旺班珠尔被降爵为辅国公。同年，又诏复固山贝子。清军剿灭达瓦齐之时，齐旺班珠尔送牛、马、骆驼、羊，以犒劳清军，以此功于1754年晋封多罗贝勒。1739年，齐旺班珠尔任伊克昭盟盟长兼鄂尔多斯济农。1772年，齐旺班珠尔逝世。